# José Luis Morales
José Luis Morales Nogales, född 23 juli 1987 i Madrid, är en spansk fotbollsspelare (anfallare) som spelar för Villarreal i La Liga.

## Meriter

### Eibar SD
- Segunda División: 2013–14[2]

### Levante UD
- Segunda División: 2016–17[3]